# Cephalocerodes oldroydi
Cephalocerodes oldroydi är en tvåvingeart som först beskrevs av Joseph Charles Bequaert 1963.  Cephalocerodes oldroydi ingår i släktet Cephalocerodes och familjen Mydidae.
Artens utbredningsområde är Zimbabwe. Inga underarter finns listade i Catalogue of Life.